# Лунин, Анатолий Вячеславович
Анатолий Вячеславович Лунин (4 марта 1939, Горький — 7 декабря 1999) — советский футболист, игравший на позиции защитника и нападающего. Мастер спорта СССР.

## Биография
Воспитанник горьковских клубов «Водник» и «Динамо». Вырос на Черниговской улице.
Являлся игроком горьковских команд «Торпедо» (1959—1962) и «Волга» (1963—1972) в течение 14 сезонов. В первенствах СССР провел более 400 игр, включая 33 матча на уровне Высшей лиги СССР.
Завершил карьеру футболиста 9 сентября 1972 года в матче против кировобадского «Динамо», уступив место после первого тайма 19-летнему Анатолию Степанову, которому символически передал свою футболку с номером 2.
После завершения карьеры футболиста работал тренером в ДЮСШ «Красное Сормово», а позднее стропальщиком.